# E's
E's (エス, Esu, normalment escrit com E'S) és una sèrie de manga japonès shōnen escrita i dibuixada per Satoru Yuiga. Fou originalment serialitzada en Monthly GFantasy de 1997 a 2005, i després publicada en 15 volums tankōbon per Square Enix del 18 de març de 2003 al 17 de maig de 2008. La sèrie se centra en Kai Kudou, un "Esper", que és reclutat per una organització dita Ashurum i es convertix en un soldat suposadament per salvar altres psíquics dels éssers humans ordinaris. Després d'una missió en Gald que va malament, Kai es troba vivint amb un home anomenat Yuuki i sa germana adoptada Asuka. A mesura que aprèn més sobre Ashurum, Kai es troba preguntant-se quins són els seus veritables objectius, i preocupant-se per sa germana malalta, que està sota la cura d'Ashurum.

La sèrie fou adaptada a una sèrie de vint-i-sis episodis d'anime, anomenada E's Otherwise (エス・アザーワイズ) by Studio Pierrot. Va debutar en Japó l'1 d'abril de 2003 en TV Tokyo; l'últim episodi fou emès el 23 de setembre, 2003. Dos novel·les lleugeres i tres discs Drama relacionats amb la sèrie també han sigut llançats en Japó.
Broccoli Books llicencià la sèrie manga per a la publicació en anglès en Amèrica del Nord en 2006. ADV Films llicencià la sèrie d'anime per a Amèrica del Nord en difusió per televisió i distribució en DVD, la versió doblada a l'anglès de la sèrie, eixirà a l'aire en Anime Network.